# Sneakin' Sally Through the Alley
Sneakin' Sally Through the Alley, noto anche come Sneaking Sally Through the Alley è un brano composto da Allen Toussaint ed interpretato da Robert Palmer nell'omonimo album. Negli USA il brano è stato pubblicato come singolo, con al lato B la traccia Epidemic; il 45 giri, commercializzato dall'Island Records, aveva il numero di catalogo 006.

## La versione di Ringo Starr
Ringo Starr ha incluso una cover del brano, intitolata Sneaking Sally Through the Alley, nel suo album Ringo the 4th del 1977; la traccia è la seconda del lato B, la settima in tutto. In Australia, la Polydor Records ha pubblicato il singolo, con al lato B Tango All Night, avente il numero di serie 2001 753.

### Tracce singolo
1. Sneaking Sally Through the Alley – 4:15 (Allen Toussaint)
2. Tango All Night – 2:59 (Steve Hague, Tom Seufert)

### Formazione
- Ringo Starr: voce, batteria
- Cornell Dupree: chitarre
- Lon Van Eaton: chitarre
- Chuck Rainey: basso elettrico
- Richard Tee: piano elettrico, clavinet
- Steve Gadd: batteria
- Nick Marrero: percussioni
- David Foster: clarinetto
- Musicisti non specificati: cori[1][5]

## Formazione della versione originale
- Robert Palmer: voce, chitarra, basso elettrico, tastiere, batteria
- Lowell George: chitarra
- The Meters: strumenti vari
- Neville Brothers[6]